# Lotte van Beek
Charlotte Willemijn van Beek –conocida como Lotte van Beek– (Zwolle, 9 de diciembre de 1991) es una deportista neerlandesa que compite en patinaje de velocidad sobre hielo. 
Participó en dos Juegos Olímpicos de Invierno, obteniendo en total tres medallas, oro y bronce en Sochi 2014, en las pruebas de persecución por equipos (junto con Jorien ter Mors, Marrit Leenstra e Ireen Wüst) y 1500 m, y plata en Pyeongchang 2018, en persecución por equipos (con Marrit Leenstra, Ireen Wüst y Antoinette de Jong).
Ganó una medalla de plata en el Campeonato Mundial de Patinaje de Velocidad sobre Hielo en Distancia Individual de 2013 y dos medallas de oro en el Campeonato Europeo de Patinaje de Velocidad sobre Hielo en Distancia Individual de 2018.

## Palmarés internacional
| Juegos Olímpicos                           | Juegos Olímpicos            | Juegos Olímpicos  | Juegos Olímpicos        |
| Año                                        | Lugar                       | Medalla           | Prueba                  |
| ------------------------------------------ | --------------------------- | ----------------- | ----------------------- |
| 2014                                       | Sochi (Rusia)               | Medalla de oro    | Persecución por equipos |
| 2014                                       | Sochi (Rusia)               | Medalla de bronce | 1500 m                  |
| 2018                                       | Pyeongchang (Corea del Sur) | Medalla de plata  | Persecución por equipos |
| Campeonato Mundial en Distancia Individual |                             |                   |                         |
| Año                                        | Lugar                       | Medalla           | Prueba                  |
| 2013                                       | Sochi (Rusia)               | Medalla de plata  | 1500 m                  |
| Campeonato Europeo en Distancia Individual |                             |                   |                         |
| Año                                        | Lugar                       | Medalla           | Prueba                  |
| 2018                                       | Kolomna (Rusia)             | Medalla de oro    | 1500 m                  |
| 2018                                       | Kolomna (Rusia)             | Medalla de oro    | Persecución por equipos |